# 米凯莱·维塔利
米凯莱·维塔利（義大利語：Michele Vitali，1991年10月31日—），意大利男子篮球运动员，场上位置是得分后卫。他曾代表意大利国家队参加2020年夏季奥林匹克运动会男子篮球比赛。